# Baltic International
Baltic International wurde 1992 von US-amerikanischen Geschäftsleuten gegründet, um Anteile der Latavio zu erwerben und den Flughafen Riga zu einem regionalen Drehkreuz auszubauen. Die Pläne scheiterten aber unter anderem am Widerstand der Nachbarstaaten Estland und Litauen. Baltic International startete daraufhin den Flugbetrieb mit Tupolew Tu-134-Maschinen nach Deutschland und in die Schweiz, später auch nach London-Gatwick.
Im September 1995 gründete der lettische Staat gemeinsam mit Scandinavian Airlines, Baltic International und anderen Investoren eine neue Fluggesellschaft, airBaltic, die am 1. Oktober 1995 ihren Dienst aufnahm.

## Flotte
Die Gesellschaft flog anfangs mit 3 Tupolew Tu-134B. Später kamen noch 2 Boeing 727-100 (YL-BAE, YL-BAF) und DC-9-15 dazu.